# Romario Caicedo
Romario Caicedo (n. Eloy Alfaro, Ecuador; 23 de mayo de 1990) es un futbolista ecuatoriano. Juega de lateral y su equipo actual es Club Sport Emelec de la Serie A de Ecuador.

## Trayectoria

### Olmedo
Se inició en el Chimborazo de la provincia de Chimborazo. Luego fue parte de la selección de Chimborazo en el Campeonato Nacional de Selecciones Provinciales en el 2007. En el 2009 sus derechos deportivos fueron adquiridos por el Olmedo y ese un año después fue promovido al primer plantel.

### Emelec
El volante ecuatoriano Romario Javier Caicedo, fue contratado por el Club Sport Emelec, para sumarse al primer plantel en la temporada 2017. Caicedo, que juega en la posición de volante carrilero por derecha, en un inicio llegó al club a préstamo por un año, con opción de compra.
El 15 de enero de 2021 su contrato es renovado hasta el año 2025.

## Selección nacional
Ha sido internacional con la selección de fútbol de Ecuador. Su debut fue en el amistoso disputado el 26 de julio de 2017 contra la selección de Trinidad y Tobago en la victoria 3-1 con la que Ecuador ganó en el estadio George Capwell.

### Participaciones en eliminatorias
| Eliminatorias      | Sede            | Resultado   | Partidos |
| ------------------ | --------------- | ----------- | -------- |
| Eliminatorias 2022 | América del Sur | Clasificado | 1        |

### Partidos internacionales
Actualizado al último partido jugado el 27 de enero de 2022.
| \| N.° \| Fecha \| Ciudad \| Rival \| Resultado \| Resultado \| Competencia \| \| --- \| ------------------- \| --------- \| ----------------- \| --------- \| --------- \| ----------------------------------- \| \| 1. \| 26 de julio de 2017 \| Guayaquil \| Trinidad y Tobago \| 3-1 \| Victoria \| Amistoso \| \| 2. \| 27 de enero de 2022 \| Quito \| Brasil \| 1-1 \| Empate \| Eliminatorias al Mundial Catar 2022 \| |                     |           |                   |           |           |                                     |
| N.° | Fecha               | Ciudad    | Rival             | Resultado | Resultado | Competencia                         |
| 1. | 26 de julio de 2017 | Guayaquil | Trinidad y Tobago | 3-1       | Victoria  | Amistoso                            |
| 2. | 27 de enero de 2022 | Quito     | Brasil            | 1-1       | Empate    | Eliminatorias al Mundial Catar 2022 |

## Estadísticas

### Clubes
Actualizado al último partido jugado el 17 de agosto de 2025.
| Club                      | Temporada     | Liga  | Liga  | Copas nacionales | Copas nacionales | Copas internacionales | Copas internacionales | Total | Total |
| Club                      | Temporada     | Part. | Goles | Part.            | Goles            | Part.                 | Goles                 | Part. | Goles |
| ------------------------- | ------------- | ----- | ----- | ---------------- | ---------------- | --------------------- | --------------------- | ----- | ----- |
| Olmedo · Ecuador          | 2009          | 0     | 0     | -                | -                | -                     | -                     | 0     | 0     |
| Olmedo · Ecuador          | 2010          | 1     | 0     | -                | -                | -                     | -                     | 1     | 0     |
| Olmedo · Ecuador          | 2011          | 3     | 0     | -                | -                | -                     | -                     | 3     | 0     |
| Olmedo · Ecuador          | 2012          | 30    | 3     | -                | -                | -                     | -                     | 30    | 3     |
| Olmedo · Ecuador          | 2013          | 40    | 11    | -                | -                | -                     | -                     | 40    | 11    |
| Olmedo · Ecuador          | 2014          | 41    | 5     | -                | -                | -                     | -                     | 41    | 5     |
| Olmedo · Ecuador          | 2015          | 43    | 4     | -                | -                | -                     | -                     | 43    | 4     |
| Olmedo · Ecuador          | Total club    | 158   | 23    | -                | -                | -                     | -                     | 158   | 23    |
| Fuerza Amarilla · Ecuador | 2016          | 37    | 4     | -                | -                | -                     | -                     | 37    | 4     |
| Fuerza Amarilla · Ecuador | Total club    | 37    | 4     | -                | -                | -                     | -                     | 37    | 4     |
| Emelec · Ecuador          | 2017          | 35    | 2     | -                | -                | 5                     | 0                     | 40    | 2     |
| Emelec · Ecuador          | 2018          | 25    | 4     | -                | -                | 2                     | 0                     | 27    | 4     |
| Emelec · Ecuador          | 2019          | 26    | 2     | 5                | 0                | 8                     | 1                     | 39    | 3     |
| Emelec · Ecuador          | 2020          | 30    | 3     | 0                | 0                | 4                     | 0                     | 34    | 3     |
| Emelec · Ecuador          | 2021          | 30    | 3     | 1                | 0                | 8                     | 0                     | 39    | 3     |
| Emelec · Ecuador          | 2022          | 30    | 1     | 2                | 0                | 7                     | 0                     | 39    | 1     |
| Emelec · Ecuador          | 2023          | 26    | 0     | -                | -                | 9                     | 0                     | 35    | 0     |
| Emelec · Ecuador          | 2024          | 24    | 1     | 2                | 0                | -                     | -                     | 26    | 1     |
| Emelec · Ecuador          | 2025          | 23    | 1     | 1                | 0                | -                     | -                     | 24    | 1     |
| Emelec · Ecuador          | Total club    | 249   | 17    | 11               | 0                | 43                    | 1                     | 303   | 18    |
| Total carrera             | Total carrera | 444   | 44    | 11               | 0                | 43                    | 1                     | 498   | 45    |
| 1. 2.                     |               |       |       |                  |                  |                       |                       |       |       |

## Palmarés

### Campeonatos nacionales
| Título             | Club   | País    | Año  |
| ------------------ | ------ | ------- | ---- |
| Serie B de Ecuador | Olmedo | Ecuador | 2013 |
| Serie A de Ecuador | Emelec | Ecuador | 2017 |

### Distinciones individuales
| Distinción                          | Año  |
| ----------------------------------- | ---- |
| Mejor lateral derecho de la LigaPro | 2021 |